# Cindy Kiro
Alcyion Cynthia "Cindy" Kiro, född Simpson den 2 juli 1958 i Whangarei, är en nyzeeländsk forskare som sedan 2021 fungerat som Nya Zeelands generalguvernör. Hon är den första kvinnan med maoribakgrund i ämbetet.
Kiro föddes år 1958 i Whangarei som det äldsta av sex barn. Hennes maoribakgrund kommer från flera olika stammar: ngāpuhi, ngāti hine och ngāti kahu. Hon gick i skolan i Auckland. Kilo var den första i sin familj som utexaminerades från universitetet. Hon har disputerat i socialpolitik.
Mellan 2003 och 2008 fungerade Kiro som Nya Zeelands barnombudsman. Tidigare har hon också arbetat för Greenpeace.
I maj 2021 anmälde premiärministern Jacinda Ardern att drottning Elizabeth II hade givit sitt samtycke att utnämna Kiro som Nya Zeelands nya generalguvernör. Hon började i ämbetet den 21 oktober samma år.

## Utmärkelser
- Brittiska Johanniterorden (Storbritannien, 2021)[7]
- Nya Zeelands förtjänstorden (Nya Zeeland, 2021)[8]
- Drottningens förtjänstorden (Nya Zeeland, 2021)[8]